# Agenzia delle entrate
L'Agenzia delle entrate (ADE) è un ente governativo fiscale italiano, alle dirette dipendenze del Ministero dell'economia e delle finanze.
Ad esso sono demandati compiti ispettivi relativi alla gestione dei tributi.
Istituita con d.l. 300/1999, è diretta prosecutrice delle intendenze di finanza, i cui compiti ha incamerato; ha l'obiettivo di garantire l'adempimento degli obblighi fiscali da parte dei cittadini contribuenti.
Svolge inoltre i servizi relativi al catasto, i servizi geotopocartografici e quelli relativi alle conservatorie dei registri immobiliari, con il compito di costituire l'anagrafe dei beni immobiliari esistenti sul territorio nazionale. L'obiettivo in questo ambito è integrare i sistemi informativi fiscali e quelli riguardanti i diritti sugli immobili.
Il contenzioso tributario è trattato di fronte alle commissioni tributarie; mentre la riscossione non volontaria viene effettuata dall'agente della riscossione. Nel 2012 ha acquisito le competenze dell'Agenzia del territorio, incorporata il 1º dicembre di quell'anno.

## Storia

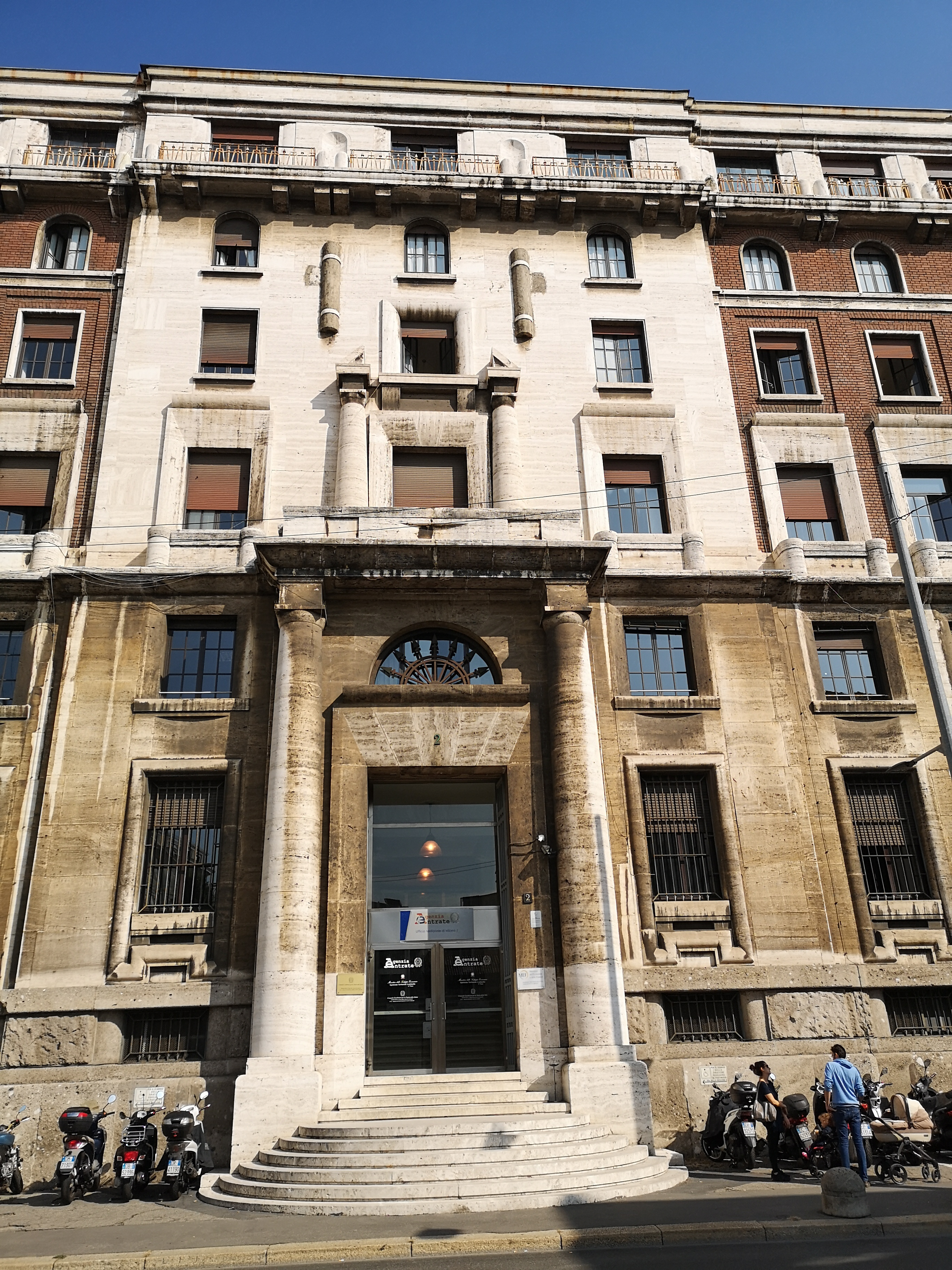
Facciata laterale della Direzione regionale delle entrate a Milano, eretta nel 1935 e con i fasci littori ancora visibili

Antenate dell'agenzia furono le intendenze di finanza, istituite nel 1869 in ogni capoluogo di provincia, con compiti di controllo sul personale e di coordinamento sulle attività degli uffici finanziari.
Nel 1999, la riforma Bassanini sull'organizzazione del governo istituì l'Agenzia delle entrate, una delle quattro agenzie fiscali, insieme all'Agenzia delle dogane, l'Agenzia del territorio e l'Agenzia del demanio, preposte a svolgere le attività tecnico-operative che prima erano di competenza del Ministero dell'economia e delle finanze. Queste entrarono in attività a partire dal 1º gennaio 2001.
Prima della riforma esistevano vari uffici destinati ognuno a un particolare aspetto impositivo (Ufficio delle imposte dirette, Ufficio del registro, Ufficio IVA, Intendenza di finanza). Anche per la pubblica amministrazione tale riorganizzazione ha portato vantaggi e risparmi sotto il profilo della razionalizzazione delle risorse, degli spazi e del personale. A livello operativo, l'introduzione dell'Agenzia ha comportato benefici per il contribuente che ora ha di fronte un unico soggetto che gestisce la sua intera posizione fiscale (con l'eccezione dei tributi locali e dei tributi di competenza dell'Agenzia delle dogane e dei monopoli).
Dal 1º gennaio 2016, dopo un processo iniziato nel 2013, si è completata l'integrazione dei servizi e compiti svolti dalla soppressa Agenzia del territorio. Il 17 dicembre 2015 il direttore dell'Agenzia ha unificato, per quasi tutte le province, le Direzioni Provinciali con gli Uffici Provinciali-Territorio. Ora quest'ultimi sono articolazioni interne delle Direzioni Provinciali esclusi quelli di Roma, Milano, Napoli e Torino che restano uffici autonomi.

## Caratteristiche
È sottoposta alla vigilanza del Ministero dell’economia e delle finanze, che ha la responsabilità dell'indirizzo politico, ed è dotata di autonomia regolamentare, amministrativa, patrimoniale, organizzativa, contabile e finanziaria.
I rapporti tra il Ministero e l'Agenzia sono regolati da una convenzione triennale in cui sono indicati i servizi da assicurare, gli obiettivi da raggiungere e le risorse destinate a queste finalità.

## Funzioni e competenze
All'Agenzia delle entrate sono attribuite tutte le funzioni concernenti le entrate tributarie erariali che non sono assegnate alla competenze di altre agenzie, amministrazioni dello Stato a ordinamento autonomo, enti od organi, con il compito di perseguire il massimo livello di adempimento degli obblighi fiscali sia attraverso l'assistenza ai contribuenti, sia attraverso i controlli diretti a contrastare gli inadempimenti e l'evasione fiscale.
L'Agenzia è competente per:
- i servizi relativi all'amministrazione, alla riscossione, al contenzioso tributario in relazione ai tributi diretti e dell'imposta sul valore aggiunto, nonché di tutte le imposte, diritti o entrate erariali o locali, entrate anche di natura extratributaria, già di competenza del Dipartimento delle entrate del Ministero delle finanze o affidati alla sua gestione in base alla legge o ad apposite convenzioni stipulate con gli enti impositori o con gli enti creditori;
- l'informazione e l'assistenza ai contribuenti, anche tramite servizi telematici al fine di semplificare il rapporto con gli stessi e di agevolare gli adempimenti fiscali;
- l'accertamento, il controllo di errori o di evasioni fiscali mirato al contrasto all'evasione fiscale (core business dell'Agenzia) avvalendosi del supporto della Guardia di finanza per controlli e/o ispezioni;
- la gestione del contenzioso tributario dinanzi alle Commissioni tributarie.

## Organizzazione
Gli uffici l'Agenzia delle Entrate si ripartiscono in sei livelli gerarchici:
- Divisioni (dirigenti di I fascia)
- Direzioni centrali / Direzioni regionali (dirigenti di I fascia)
- Settori / Direzioni Provinciali (dirigenti di II fascia)
- Uffici dirigenziali / Uffici direttivi (dirigenti di II fascia / Poer)
- Sezioni (Poer)
- Reparti / Team (funzionari direttivi)

Territorialmente invece è articolata su tre livelli:
- Uffici centrali (DC)
- Direzioni regionali (DR)
- Direzioni provinciali (DP)

A cui si aggiungono con competenza interprovinciale:
- Centri operativi (CO) / Centri assistenza multicanale (CAM)

### Uffici centrali
A livello centrale l'Agenzia si articola in 17 direzioni:
- 1 Direzione Generale
- 3 Divisioni (DIV)
- 14 Direzioni Centrali (DC)

### Direzioni provinciali
Le Direzioni Provinciali hanno organizzazione varia, ma in linea generale si articolano in:
- Staff
  - Risorse
  - governo
- Controlli
  - Persone fisiche
  - Imprese minori
  - Imprese maggiori
- Legale
  - Contenzioso
  - Riscossione
- Territorio UP-T
  - Catasto
  - Estimo
  - Conservatorie SPI (più di una)
- Uffici Territoriali UT (più di uno)
  - Sportelli
  - Aree (più di una)

Tutti i comuni capoluogo di provincia italiani hanno una Direzione Provinciale, tranne Carbonia (Sud Sardegna), mentre Roma, Milano, Napoli e Torino sono divise in più Direzioni (4 a Roma, 3 ciascuna delle altre).
Gli Uffici Territoriali e le Conservatorie hanno competenza sub-provinciale e su tutt'Italia sono in totale 345 i primi e 138 le seconde anche se alcune presenti nella stessa sede.

### Direzioni regionali e provinciali
Le direzioni regionali sono 19 (una per regione, escluso Trentino-Alto Adige) e hanno prevalenti funzioni di programmazione, indirizzo, coordinamento e controllo per le mansioni delegate alle strutture provinciali; curano, inoltre, i rapporti con gli enti pubblici locali e svolgono attività operative di particolare rilevanza, come le verifiche e gli accertamenti nei confronti dei soggetti di grandi dimensioni. Le due direzioni provinciali di Bolzano e Trento, pur avendo una configurazione provinciale, hanno un'autonomia e competenze simili a quelle regionali; la Direzione regionale della Valle d'Aosta assolve anche alle funzioni di direzione provinciale.
Le direzioni provinciali svolgono le attività operative per l'informazione e assistenza ai contribuenti, la gestione dei tributi, l'accertamento, la riscossione e la trattazione del contenzioso. Sono costituite da un Ufficio controlli, un ufficio legale e uno o più uffici territoriali. Le 111 direzioni provinciali (compresa la Direzione regionale della Valle d'Aosta) operano nell'ambito del territorio delle commissioni tributarie provinciali, con l'esclusione di Milano, Torino, Napoli dove operano 2 direzioni provinciali e Roma dove ne operano 3. Sono attive direzioni provinciali nelle province di Monza e Brianza, Fermo e Barletta-Andria-Trani anche se non esiste una Commissione Tributaria che opera negli stessi ambiti ma fanno riferimento rispettivamente CTP Milano, CTP Ascoli Piceno e CTP Bari.
Gli uffici provinciali - territorio sono una parte delle Direzioni Provinciali tranne nelle città metropolitane di Roma, Napoli, Torino e Milano dove sono entità equivalenti alle Direzioni Provinciali che svolgono attività di catasto e pubblicità immobiliare. Operano anche su più sedi all'interno di una provincia per garantire l'accesso ai registri immobiliari conservati nelle rispettive conservatorie dislocate nei comuni sedi di tribunale. Sono strutture periferiche anche i centri di assistenza multicanale che erogano servizi ai contribuenti via telefono, attraverso il sistema di posta elettronica e gli SMS, e tre centri operativi (situati a Pescara, Venezia e dal 2012 Cagliari) che curano, a livello nazionale, attività specialistiche per le quali risulta conveniente l'accentramento in un'unica struttura (per esempio la liquidazione di dichiarazioni fiscali per imposte dirette e indirette, l'erogazione dei rimborsi ai soggetti non residenti).
Dal 1º ottobre 2006 al 30 giugno 2017 l'Agenzia si è avvalsa di Equitalia (società partecipata al 51% dalla stessa Agenzia delle entrate e al 49% dall'INPS) per la riscossione dei tributi su tutto il territorio nazionale con l'eccezione della Sicilia dove operava Riscossione Sicilia S.p.A. (controllata al 99,885% dalla Regione Siciliana e per lo 0,115% da Equitalia).

## Il personale
Negli ultimi anni l'Agenzia delle Entrate è stata interessata da numerose riorganizzazioni e riforme anche a seguito di varie sentenze giudiziarie che hanno modificato profondamente l'assetto gerarchico e di carriera del personale della stessa. La materia è in continuo mutamento.
Punto fondamentale del nuovo assetto è stato la netta separazione della carriera dirigenziale da quella impiegatizia: mentre prima le promozioni erano interne (quindi chi entrava funzionario poteva aspirare a diventare dirigente), adesso i concorsi sono esterni e separati (i dirigenti sono scelti all'esterno del personale).

Ultima importante riforma dell'assetto organizzativo dell'Agenzia ha interessato la categoria dei quadri con la sostituzione delle figure dei POT (funzionari facenti funzioni di dirigenti) e dei POS (posizioni semi-dirigenziali) con la figura del POER (Posizione Organizzativa di Elevata Responsabilità), che di fatto costituisce una vicedirigenza.

Inoltre le categorie degli addetti (Aree I) e parzialmente quella degli impiegati (Area II) sono di fatto oramai ruolo a esaurimento (gli ingressi in II area sono praticamente limitati al solo personale tecnico); mentre il livello unico base di ingresso per tutti è diventato quello di Funzionario di I livello (ex Collaboratore tributario / Capo tecnico): ciò ha comportato quindi l'abbassamento del livello minimo per i laureati (che prima entravano almeno come C2, ovvero Funzionari di III livello).

Infine va segnalato che i Direttivi (poIR), chiamate comunemente art 17 e art 18, ricoprono una pluralità di figure professionali (per circa 12 livelli economici).
Adesso quindi i dipendenti sono ripartiti in due macro categorie a secondo che siano dirigenti oppure no; a loro volta i non dirigenti si distinguono tra dipendenti semplici e direttivi, le c.d. "Posizioni organizzative".
In totale pertanto il personale si può raggruppare in sette categorie professionali:
- Dirigenti
  - Dirigenti I livello
  - Dirigenti di II livello
- Posizioni organizzative
  - Elevata responsabilità (POER)
  - Direttivi (poIR)
- Aree
  - Funzionari
  - Impiegati
  - Addetti

### La gerarchia
Esplicitando, la gerarchia del personale dell'Agenzia delle Entrate ad ottobre 2022 era la seguente (macro categorie, Categorie, Qualifiche ed eventualmente Mansioni):
- DIRIGENZA
  - Dirigenti di I fascia
    -  Direttore Generale
    - Capo Divisione (ex Vice direttore generale)
      -  Vice Direttore Generale Vicario
      -  Capo Divisione

    - Direttore
      -  Direttore centrale
      -  Direttore regionale

    -  Direttore aggiunto

  - Dirigenti di II fascia
    - di I livello
      -  Direttore regionale di II fascia
      -  Direttore provinciale di I liv.
      -  Capo settore di I liv.
      -  Capo ufficio di I liv.

    - di II livello
      -  Direttore provinciale di II liv.
      -  Capo settore di II liv.
      -  Capo ufficio di II liv.

    - di III livello
      -  Direttore provinciale di III liv.
      -  Capo ufficio di III liv.

    - di IV livello (soppresso 2019)
- POSIZIONI ORGANIZZATIVE
  - Elevata Responsabilità (POER)
    -  Poer di I livello
    -  Poer di II livello
    -  Poer di III livello
    -  Poer di IV livello

  - Direttivi (PoIR)
    -  c.d. Art. 17 (Conservatore)
    -  c.d. Art. 18
- AREE
  - Dipendenti di III area

    -  Funzionario di VI livello
    -  Funzionario di V livello
    -  Funzionario di IV livello
    -  Funzionario di III livello

  - Dipendenti di III area - ex Collaboratori di VII livello:
    -  Funzionario di II livello
    -  Funzionario di I livello
    -  Tirocinante

  - Dipendenti di II area
    -  Impiegato di VI livello (superiore ad un Funzionario di II livello)
    -  Impiegato di V livello (superiore ad un Funzionario di I livello)
    -  Impiegato di IV livello
    -  Impiegato di III livello
    -  Impiegato di II livello (ruolo ad esaurimento)
    -  Impiegato di I livello (ruolo ad esaurimento)

  - Dipendenti di I area

    -  Addetto di II livello (ruolo ad esaurimento)
    -  Addetto di I livello (ruolo ad esaurimento)

Economicamente un Funzionario I livello guadagna meno di un Impiegato di V livello e un Funzionario di II livello meno di un Impiegato di VI livello.

### Proporzioni
In proporzione al totale degli iscritti al Ruolo, a novembre 2020, risultavano essere circa:
- 0,13% dirigenti di I fascia
- 1,36% dirigenti di II fascia
- 4,31% poer
- 57,41% personale di III area (escluse poer)
- 35,13% personale di II area

### Storico
Il personale, prima della trasformazione dei vecchi Dipartimenti nelle Agenzie fiscali era articolato come segue (a fianco, dopo il trattino, il grado equivalente del personale tecnico):
- Dirigenti:
  - Direttore generale (B)
  - Direttore centrale (C*)
  - Direttore generale con funzioni vicarie (C)
  - Direttore d'ufficio (D*)
  - Dirigente con incarico di studio e ricerca (D)
- Dipendenti:
  - Direttore tributario (IX) - Coordinatore
  - Funzionario tributario (VIII) - Ingegnere Direttore
  - Collaboratore tributario (VII) - Capo tecnico
  - Assistente tributario (VI) - Assistente tecnico
  - Operatore tributario (V) - Addetto di calcolatore
  - Addetto di portierato (IV) - Coadiutore
  - Addetto di anticamera (III) - Addetto ausiliare

### I numeri
Al gennaio 2024, la consistenza del personale dell'Agenzia delle Entrate risultava essere di 29.345 unità, distribuita come segue:
| Provincia       | Personale |
| --------------- | --------- |
| Chieti          | 152       |
| L'Aquila        | 247       |
| Pescara         | 418       |
| Teramo          | 160       |
| Bolzano         | 182       |
| Matera          | 120       |
| Potenza         | 173       |
| Catanzaro       | 204       |
| Cosenza         | 247       |
| Crotone         | 65        |
| Reggio Calabria | 237       |
| Vibo Valentia   | 69        |
| Avellino        | 205       |
| Benevento       | 176       |
| Caserta         | 306       |
| Napoli          | 1018      |
| Salerno         | 524       |
| Bologna         | 683       |
| Cesena          | 197       |
| Ferrara         | 155       |
| Modena          | 297       |
| Parma           | 205       |
| Piacenza        | 129       |
| Ravenna         | 172       |
| Reggio Emilia   | 216       |
| Rimini          | 167       |
| Gorizia         | 78        |
| Pordenone       | 130       |
| Trieste         | 228       |
| Udine           | 280       |
| Frosinone       | 190       |
| Latina          | 200       |
| Rieti           | 72        |
| Roma            | 3648      |
| Viterbo         | 137       |
| Genova          | 556       |
| Imperia         | 136       |
| La Spezia       | 118       |
| Savona          | 159       |
| Bergamo         | 352       |
| Brescia         | 428       |
| Como            | 180       |
| Cremona         | 124       |
| Lecco           | 121       |
| Lodi            | 93        |
| Mantova         | 143       |
| Milano          | 1693      |
| Monza           | 265       |
| Pavia           | 216       |
| Sondrio         | 77        |
| Varese          | 297       |
| Ancona          | 289       |
| Ascoli Piceno   | 142       |
| Fermo           | 66        |
| Macerata        | 145       |
| Pesaro          | 202       |
| Campobasso      | 164       |
| Isernia         | 57        |
| Alessandria     | 199       |
| Asti            | 102       |
| Biella          | 92        |
| Cuneo           | 271       |
| Novara          | 149       |
| Torino          | 1219      |
| Verbania        | 84        |
| Vercelli        | 77        |
| Bari            | 721       |
| Barletta        | 128       |
| Brindisi        | 160       |
| Foggia          | 372       |
| Lecce           | 321       |
| Taranto         | 195       |
| Cagliari        | 549       |
| Nuoro           | 106       |
| Oristano        | 72        |
| Sassari         | 215       |
| Agrigento       | 182       |
| Caltanissetta   | 96        |
| Catania         | 276       |
| Enna            | 60        |
| Messina         | 241       |
| Palermo         | 522       |
| Ragusa          | 112       |
| Siracusa        | 114       |
| Trapani         | 178       |
| Arezzo          | 145       |
| Firenze         | 552       |
| Grosseto        | 105       |
| Livorno         | 162       |
| Lucca           | 184       |
| Massa           | 103       |
| Pisa            | 185       |
| Pistoia         | 129       |
| Prato           | 134       |
| Siena           | 122       |
| Trento          | 262       |
| Perugia         | 350       |
| Terni           | 130       |
| Aosta           | 96        |
| Belluno         | 96        |
| Padova          | 311       |
| Rovigo          | 121       |
| Treviso         | 308       |
| Venezia         | 686       |
| Verona          | 320       |
| Vicenza         | 321       |

## Dati sull'attività

### 2010
Nel 2010 l'Agenzia ha riscosso 10,6 miliardi di euro di entrate sottratte alla regolare imposizione fiscale. A questo dato vanno aggiunti 480 milioni di euro relativi a interessi di mora derivanti dall'iscrizione a ruolo di tali posizioni, e aveva 33 238 dipendenti.

### 2014
Nel 2014 l'Agenzia ha riscosso 14,2 miliardi di euro, riportandoli alle casse dello Stato, pur avendo svolto il 4,4% di accertamenti in meno rispetto al 2013.

### 2015
Nel 2015 l'Agenzia ha riscosso 14,9 miliardi di euro, dei quali circa 250 milioni derivanti dalle nuove "lettere per la compliance" che sono state inviate a circa 305.000 cittadini, dei quali 156.000 hanno accolto l'invito a fare ammenda con sanzioni ridotte.

### 2016
Nel 2016 l'Agenzia ha riscosso 19 miliardi di euro, dei quali 10,5 miliardi derivanti da attività di controllo sostanziale (In aumento del 36%), 8 miliardi da attività di liquidazione, e circa 500 milioni da versamenti spontanei a seguito di ricezione degli alert dell'Agenzia (Cosiddette "lettere di compliance").

### 2018
Nel 2018 l'Agenzia ha riscosso oltre 19,2 miliardi di euro, dei quali circa 16 derivanti dalle ordinarie attività di controllo (In aumento dell’11% rispetto al 2017) e circa 3 miliardi derivanti da misure straordinarie quali la definizione delle liti fiscali, la rottamazione e la voluntary disclosure.

## I direttori
Cronologia dei direttori dell'Agenzia delle entrate:
- Massimo Romano (2001-2002)
- Raffaele Ferrara (2002-2006)
- Massimo Romano (2006-2008)
- Attilio Befera (2008-2014)
- Rossella Orlandi (2014-2017)
- Ernesto Maria Ruffini (2017-2018)
- Antonino Maggiore (2018-2019)
- Ernesto Maria Ruffini (2020-2024)
- Vincenzo Carbone (2025- )

Cronologia dei vicedirettori:
- Marco Di Capua (2012-2014)
- Gabriella Alemanno (2012-2017)
- Edoardo Ursilli (2014-2017)
- Rossella Orlandi (2017)

Cronologia dei Vicedirettori- Capi Divisione:
- Paolo Valerio Barbantini - Contribuenti (2017-2024)
- Paolo Savini - Servizi (dal 2017)
- Carlo Palumbo - Risorse (2020-2022)
- Antonio Dorrello - Risorse (dal 2022)
- Vincenzo Carbone - Contribuenti (dal 2024)

## Software di controllo

### VeRa
Per individuare i soggetti ad alto rischio di evasione fiscale, l’Agenzia delle Entrate utilizza un nuovo software, VeRa, acronimo di «verifica dei rapporti finanziari». VeRa è uno strumento di analisi dei dati che consente di incrociare i dati dell’Archivio dei rapporti finanziari con gli altri dati dei contribuenti di cui l’amministrazione finanziaria è a conoscenza. L’algoritmo cerca anomalie tra varie voci, come redditi, conti corrente, immobili dei contribuenti, acquisti digitali. Con l’interpolazione di questi dati, si compone un identikit del contribuente e si creano delle liste di contribuenti «rischio», che vengono poi esaminate dalle Direzioni regionali e provinciali, le quali procedono ad un controllo mirato dei possibili evasori. È garantita, dunque, una valutazione umana. I criteri che determinano l’accertamento vengono fissati dalla legge e si differenziano a seconda della tipologia di contribuente (grandi contribuenti, imprese di medie e piccole dimensioni, persone fisiche, lavoratori autonomi ed enti non commerciali). Avendo considerato i possibili problemi di privacy determinati dall'utilizzo di VeRa, il Garante per la Protezione dei Dati personali si è espresso positivamente, indicando però delle restrizioni: i dati dei contribuenti devono restare anonimi durante la fase preliminare e, se l’analisi non offre dati rilevanti, l’Agenzia delle Entrate non può conoscere le generalità del soggetto sul quale è stata condotta la verifica. I dati, inoltre, non possono essere conservati oltre il secondo anno successivo a quello in cui matura l’accertamento e la conservazione non può estendersi dopo la chiusura di eventuali controversie. Nell’Archivio dei rapporti finanziari vi sono, in particolare, i dati contabili (saldo a fine anno e alla fine dell'anno precedente, importo totale degli accrediti e degli addebiti effettuati nell’anno e giacenza media) di oltre trenta tipologie di rapporti finanziari (es. conti corrente, carte di credito, di debito, prepagate, aziendali e non, conti deposito titoli, certificati di deposito e buoni fruttiferi, cassette di sicurezza, fondi pensione, finanziamenti, acquisto e vendita di oro e metalli preziosi, operazioni extra conto) . A tali fonti vanno aggiunte le altre banche dati di cui è previsto l’utilizzo, previste dal Garante. In ogni caso, il principio di minimizzazione dei dati impone che i dati debbano essere adeguati, pertinenti e limitati a quanto necessario rispetto alle finalità . L’accesso ai dati, riservato al personale autorizzato, è monitorato. Il contribuente è tutelato da tutte le forme di contraddittorio e può esercitare i suoi diritti di difesa e di rettifica.

## Denominazione nelle lingue minoritarie d'Italia

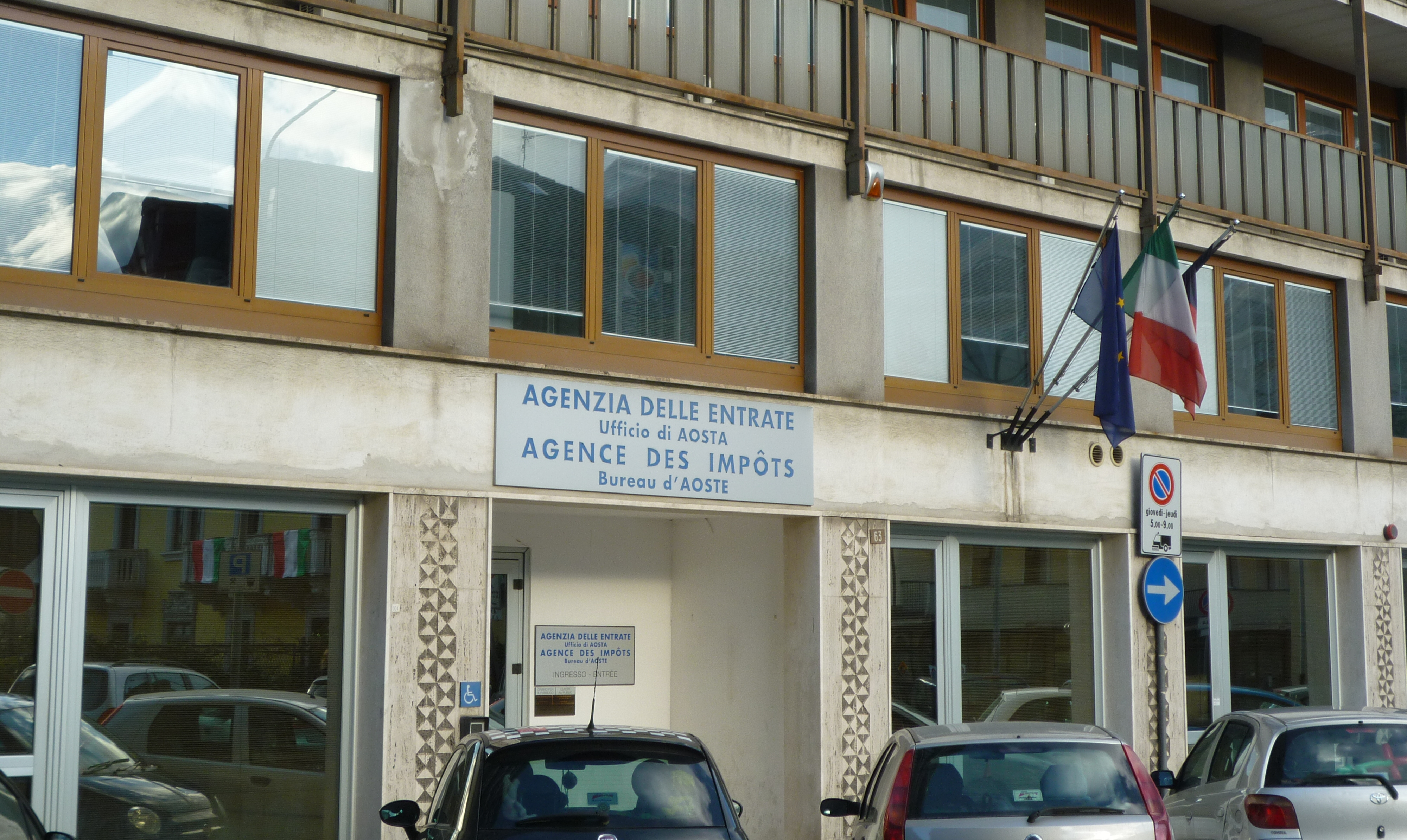
La sede dell'Agenzia delle entrate di Aosta (in via Jean-Joconde Stévenin), scritte bilingui italiano/francese

Nelle regioni a statuto speciale che beneficiano di un regime di bilinguismo, la denominazione "Agenzia delle entrate" è stata resa nelle seguenti varianti:
- in Valle d'Aosta, bilingue italiano/francese, Agence des impôts
- nella provincia autonoma di Bolzano, bilingue italiano/tedesco, Agentur der Einnahmen
- in Friuli-Venezia Giulia, nei comuni facenti parte delle ex province di Trieste, Udine e Gorizia il cui statuto prevede il bilinguismo italiano/sloveno, Agencija za prihodke

## Controversie
Nel 2015 una sentenza della Corte costituzionale, la n. 37, dichiara illegittima la proroga, ormai "seriale", del conferimento nelle agenzie fiscali di incarichi dirigenziali senza passare prima per un concorso pubblico. Il 25 marzo 2015, giorno di pubblicazione della sentenza in Gazzetta Ufficiale, circa 800 "incaricati" dell'Agenzia delle entrate decadono, tornando a essere semplici funzionari; di conseguenza, centinaia di uffici rimangono privi del relativo direttore o capo.
Dopo mesi di stallo, ad agosto 2015 le posizioni dirigenziali inferiori vengono degradate a posizioni organizzative speciali (POS), per la copertura delle quali viene indetto un concorso interno, che si conclude il 15 dicembre 2015 con l'attribuzione di 189 posizioni organizzative di livello non dirigenziale. Inoltre, in attesa dello svolgimento del concorso per dirigenti, le funzioni delle posizioni dirigenziali vacanti vengono attribuite a nuove posizioni organizzative temporanee (POT), previste in sede di conversione del decreto-legge n. 78/2015.
Infine, la legge n. 205/2017 consente alle agenzie fiscali di istituire posizioni organizzative per lo svolgimento di incarichi di elevata responsabilità, alta professionalità o particolare specializzazione (POER), da conferire mediante una selezione interna. L'Agenzia delle entrate è quindi autorizzata dalla legge ad affidare alcune funzioni a tali nuove figure, eliminando le corrispondenti posizioni dirigenziali; resta fermo l'obbligo del concorso per la copertura dei restanti posti di dirigente.

## Riferimenti normativi
- Artt. 8-10 e 56-72 del Decreto legislativo 30 luglio 1999, n. 300
- Statuto dell’Agenzia delle entrate
- Regolamento di amministrazione dell’Agenzia delle entrate
- Decreto del Ministro delle Finanze 28 dicembre 2000
- Provvedimento dell'Agenzia delle Entrate 25 novembre 2019 - Dismissione delle specifiche tecniche (programma NOTA) di cui all'allegato B al decreto 10 marzo 1995 per la redazione delle note presentate su supporto informatico

- Circolare dell'Agenzia delle Entrate, n.21, 20 giugno 2022
- Art.1, comma 684, legge 27 dicembre 2019, n.160
- Art. 5, Regolamento UE 2016/679